# 滝沢秀明
滝沢 秀明（たきざわ ひであき、1982年3月29日 - ）は、日本 の音楽プロデューサー、演出家、実業家。株式会社TOBE（トゥービー） 代表取締役。
元タレント、元歌手、元俳優。ジャニーズ事務所旧所属の元タレントであり、男性アイドルデュオ・タッキー&翼のメンバーとして活動していた。その後は事務所副社長・ジャニーズアイランド初代社長を務めていた。愛称はタッキー。血液型はA型。

## 経歴

### 幼少期
東京都八王子市にて3人兄弟（兄・姉・自身）の末っ子として生まれた。元々はプロレスラー志望で大仁田厚のファンであり、アイドルやジャニーズには関心がなく、プロレスラーになるためにプロレス団体に問い合わせて入団条件を聞くも「身長も体重も足りない」と言われて断念した。その後、複数の芸能事務所に応募し、1番最初に返事が届いたジャニーズ事務所の存在に注目した（KinKi Kidsのファンであった姉の影響で応募していた）。

### ジャニーズJr.期
1995年に13歳でジャニーズ事務所のオーディションを受験・合格し入所、今井翼と屋良朝幸とは同期で入所日が一緒。
事務所の合宿所で後に嵐のメンバーとなる相葉雅紀・二宮和也・松本潤らと生活していたこともあった。
14 - 15歳頃よりジャニーズJr.のリーダーに任命され、後の嵐と関ジャニ∞のメンバーや山下智久・生田斗真・風間俊介ら約120人をまとめ、「西のすばる」と称された渋谷すばるに対し「東のタッキー」と称された。入所1年目よりジャニーズJr.オーディションの面接官にも任命され、横山裕らが参加した回にも立ち会っていた。滝沢の人気は絶大で凄まじく、ステージでは不動のセンターとなり、ドラマ主演・ドームコンサート・ジャニーズJr.冠番組MCなど大役を破竹の勢いで次々と制覇し、破格の存在であった。滝沢は「とにかくガムシャラにやってましたね」と当時を振り返っている。

### タッキー&翼期
2002年：8月1日に事務所社長のジャニー喜多川は滝沢と今井をそれぞれソロデビューさせる計画であったが、その発表を新聞で知った滝沢と今井が話し合い、ユニットとしての活動希望をジャニー喜多川に直談判し、ソロではなくグループデビューへと変更された。タッキー&翼の正式結成が発表され、avex traxより9月11日リリースのミニアルバム『Hatachi』でグループのメンバーとしてデビュー。
2005年：NHK大河ドラマ『義経』 の主役である源義経に当時最年少で抜擢され、第14回橋田賞を受賞。5月3日には藤原まつりの「源義経公東下り行列」にも義経役で参加した。
2006年：『滝沢演舞城』が開始された。
2009年：1月7日リリースのシングル『愛・革命』でソロデビューし、オリコンウィークリーランキングで初登場1位を記録。
2010年：4月に舞台『滝沢歌舞伎』にて舞台演出家デビュー。
2012年：6月9日にミクロネシア連邦友好親善大使に就任。
2014年：舞台『滝沢歌舞伎』の福岡・博多座公演が初公演となった。
2015年：『週刊文春』2015年1月29日号の記事（SMAP解散騒動のきっかけとなった）にて、メリー喜多川が飯島三智に対して「飯島がSMAPの番組から滝沢を降板させた疑惑」について直接質問したことが報道され、その後に滝沢は週刊文春の取材を1時間受け（2016年9月29日号掲載）「もう終わったこと。派閥があろうが無かろうが、関係ないですよ」「ただ恩返しをしているだけです。僕だけでなく、ジャニーズは全員そう。ただの少年が百八十度人生を変えてもらったわけですから、感謝するのは当り前。それをわからなかったらアホでしょう」と語った。8月にジャニーズ制作舞台の初海外公演をシンガポールにて開催。
2017年：6月17日公開の『こどもつかい』で映画初主演。8月31日にアラブ首長国連邦親善大使に任命される。
2018年：4月5日に三宅健とKEN☆Tackeyを結成。9月13日に同年12月を以て芸能活動から引退し、以後はジャニーズ事務所のスタッフとして後進の指導に専念することを公表し、タッキー&翼の活動を9月10日付で終了したことも発表した。タッキー&翼の活動休止時に事務所退所の意向を示したことがあったというが、ジャニー喜多川から慰留されたことにより残留したという。ジャニー喜多川からはプレイングマネージャーとして生きる道もあると諭されたが「生半可に人の人生は扱えない」「中途半端な気持ちでは絶対やりたくない」 と考えたことや、恩返しをしたいという思いが強かったことから決断に至ったと語っている。11月5日にジャニーズJr.チャンネルにて滝沢初プロデュースMVであるSixTONESの『JAPONICA STYLE』が公開され、1日で再生回数100万回を記録。12月31日に「タッキーありがとうの会」がクラウドファンディングで集めた資金で「タッキーありがとう あなたの笑顔を忘れません これからも応援します!」というメッセージが産経新聞朝刊に掲載された。
2019年：7月12日に行われたジャニー喜多川氏の「家族葬」では遺影を胸の前に持ち、霊柩車の助手席に座った。

2019年：2018年12月31日深夜から1月1日にかけてジャニーズカウントダウンライブにてタッキー&翼として歌唱し「ありがとうございました。23年間めちゃめちゃ楽しかったです」という言葉を残してタレントを引退。2月に『滝沢歌舞伎ZERO』で演出家デビューし、タイトルは滝沢とスタッフらが話し合って名付け「ゼロからの再スタートを切る」という強い意志が込められているという。

### ジャニーズ事務所 役員期
滝沢は2020年より風紀矯正、ストリーミングなどのIT開拓、海外進出、規制緩和、熱心で積極的な営業など、事務所の改革を次々と迅速に断行していった。
プロデューサーや演出家としても頭角を現した。2020年にはSnow ManとSixTONESをデビューさせ、ジャニーズJr.7人でIMPACTorsを結成。
2022年10月28日にTravis Japanをアメリカのキャピトルレコードからのオファーを受けてジャニーズ事務所初配信デビュー・世界デビューさせた。
しかし、同年10月31日にジャニーズ事務所退社とジャニーズアイランド社長退任が発表された。

### ジャニーズ事務所退所後
2022年：11月6日に公式Twitterアカウント、11月11日に公式Instagramアカウント を開設した。
2023年：1月26日に公式TikTokアカウントを開設した。3月21日、新会社『TOBE』（トゥービー） を立ち上げたことを発表。
2023年：12月22日、TOBEとして初コンサートとなる東京ドーム公演開催の記者会見にて、SMILE-UP.のタレントとTOBEタレントとの共演について聞かれ、「一個人の意見としては見まもりたい。皆さんも新たなスタートを切るタイミングでもあると思う。やっぱり過去のタレントさんたちはすごく大事だし、今もその気持ちは変わっていない」と答えた。
2025年：2月6日、同年春完成予定の愛知国際アリーナ（施設命名権名称・IGアリーナ）のオープニングイベント（5月31日、6月1日）初日の演出に任命される。

## 人物
- 仲が良い友人はタッキー&翼のメンバー（相方）である今井翼と村上信五とされている[81][82]。元々は滝沢と今井はソロデビューの予定であったが、滝沢が「翼と一緒にやってみたい」と2人でのデビューを希望し、直談判してグループでデビューすることになったという[27]。憧れていた先輩は堂本光一[83]。
- プロレスファンであり、少年時代は大仁田厚のファンで追っかけをしていた[84]。2000年には『力道山メモリアル』にてアントニオ猪木とエキシビションマッチで戦った[85]。前述のとおり、ジャニーズ入所前は本気でプロレス界入りを考えていた[86]。
- 大工仕事が得意であり[24]『有吉ゼミ』[87] や『24時間テレビ41 人生を変えてくれた人』[88] などのリフォーム企画にも度々出演しており、東日本大震災ではお忍びでボランティア作業にも参加した[24]。
- 火山探検家であり、趣味の領域を超えているという[89][90]。きっかけは2013年7月放送の『テレビ未来遺産 奇跡の絶景ミステリー 地球46億年!大自然の神秘はこう創られた』の取材でマルム火山（バヌアツ共和国アンブリム島）の火口内部に潜入したことである。溶岩湖の撮影調査後に火山に魅了され[89]、探検が許可されている5火山中の4火山を訪れている。自らの人脈で火山探査のプロや医師を集めて「チーム滝沢」を結成し、2018年1月放送の『クレイジージャーニー正月SP』にてベンボウ火山（バヌアツ共和国と同島の同カルデラ内）の溶岩湖に挑む姿が放送されると、タレントとは対極である火山冒険家としての一面が好評を呼んだ[91][92]。火山探査の範囲は学術研究の領域にまで及んでおり、神戸大学海洋底探査センターが行った鬼界カルデラの溶岩ドーム調査における岩石収集に貢献したことによる共著論文が『Scientific Reports』に掲載された[93][94]。この探査にはNHKが同行取材し、2018年5月30日に『滝沢秀明の火山探検紀行 巨大カルデラの謎に迫る』が放送された[95][96]。また滝沢が自身の会社TOBEを立ち上げる前に、SNSにてファンとの交流を図りながら立ち上げたアパレルブランド『1,050℃』（火山（マグマ）の温度）を立ち上げ、服やバッグなどの商品の通信販売を行なったことがある[97][98][99]。
- アイドルグループSnow Manは、滝沢がグループ名を命名し、2012年の舞台『滝沢歌舞伎』にて結成を発表。退所までの10年間育て、プロデュースしていた。しかし、2022年10月30日に滝沢の退所が報道された時には、Snow Manのメンバーは事前に退所を知らされておらず、移籍に関しても声はかからなかったという[100]。

## 受賞歴
- 第1回日刊スポーツドラマグランプリ 最優秀新人賞（1998年4月、『ニュースの女』）[101]
- 第16回ザテレビジョンドラマアカデミー賞 助演男優賞（『ニュースの女』）[102]
- 第5回01年度日刊スポーツドラマグランプリ 最優秀主演男優賞・最優秀賞作品賞（2002年4月、『アンティーク 〜西洋骨董洋菓子店〜』）[103]
- 第14回橋田賞（2006年4月4日、『義経』）[104][105]

## 作品

### シングル
1. 愛・革命（2009年1月7日）
2. シャ・ラ・ラ/無限の羽（2009年5月6日）
3. ヒカリひとつ（2009年9月23日）

### 配信限定
1. あなただけに今歌うこの詩（2014年1月10日）[106]
2. 『新春 LINE おみくじ』大切なあなたに送ります（2018年12月27日）[107]

### CD未収録曲
「JASRAC」 の作品データベース検索サービスに記載されている楽曲を記載。アーティスト名に「滝沢秀明」を含む楽曲の検索結果をもとに記述。
| タイトル                          | 作詞                           | 作曲                           | JASRAC 作品コード | 収録作品                                                               | 備考         |
| --------------------------------- | ------------------------------ | ------------------------------ | ----------------- | ---------------------------------------------------------------------- | ------------ |
| HERE I AM                         | Michael Clause,Clause Wrigsell | Michael Clause,Clause Wrigsell | 0L5-8037-7        |                                                                        |              |
| GIRL FRIEND                       | 永井真人                       | 永井真人                       | 079-0034-1        |                                                                        |              |
| GENTLY RAIN                       | 浅田信一                       | 谷本新                         | 084-7739-6        |                                                                        |              |
| 夏の星座                          | 浅田信一                       | TSUKASA                        | 089-5054-7        |                                                                        |              |
| Underworld                        | 相田毅                         | 白石沙澄李                     | 089-5072-5        | DVD『「Hatachi」deデビューGiants Hits Concert with all ジャニーズJr.』 |              |
| EVERLASTING LOVE 終わりのない想い | 滝沢秀明、MAIKO                | 滝沢秀明                       | 089-5070-9        |                                                                        |              |
| Trouble Mountain                  | 相田毅                         | 宮崎歩                         | 089-5069-5        | DVD『「Hatachi」deデビューGiants Hits Concert with all ジャニーズJr.』 |              |
| 大切にしなよ                      | 永井真人                       | 永井真人                       | 089-5074-1        |                                                                        |              |
| BELIEVE                           | 永井真人                       | 永井真人                       | 092-7630-1        |                                                                        |              |
| circle                            | 白石紗澄季                     | 白石紗澄季                     | 092-7633-5        | DVD『「Hatachi」deデビューGiants Hits Concert with all ジャニーズJr.』 |              |
| TELL ME IT'S LOVE                 | TEKESHI                        | 飯田建彦                       | 092-7598-3        |                                                                        |              |
| 地図もないのに                    | 相田毅                         | 寺田一郎                       | 104-5686-4        |                                                                        |              |
| あの時は確かに恋してた            | LaVenDer                       | LaVenDer                       | 109-9435-1        |                                                                        |              |
| DA・KE・DO                        | 越中睦                         | LaVenDer                       | 500-0497-2        | DVD『Hideaki Takizawa 2005 concert 〜ありがとう2005年さようなら〜』    |              |
| 枯れ葉の影                        | 加藤裕介                       | 加藤裕介                       | 166-6059-5        | DVD『帝国劇場100周年記念公演 新春 滝沢革命』                           |              |
| SHOW                              | 滝沢秀明                       | 滝沢秀明                       | 176-1234-9        | DVD『帝国劇場100周年記念公演 新春 滝沢革命』                           |              |
| Detroit                           | 近藤ナツコ                     | HIKARI                         | 188-6028-1        | DVD『TACKEY SUMMER “LOVE” CONCERT2012』                                |              |
| あなただけに今歌うこの詩          | ats-                           | ats-                           | 709-2025-7        |                                                                        | 配信シングル |
| 僕の初恋                          | canna                          | canna                          | 224-5823-9        |                                                                        |              |

### 映像作品
1. DREAM BOY（2004年8月11日）
2. Hideaki Takizawa 2005 concert 〜ありがとう2005年さようなら〜（2006年8月30日）
3. 滝沢演舞城（2007年7月18日）
4. One! -the history of Tackey-（2008年1月23日）
5. 滝沢演舞城 '08（2009年2月18日）
6. 新春 滝沢革命（2010年3月10日）
7. 滝沢歌舞伎（2010年9月22日）
8. 帝国劇場100周年記念公演　新春 滝沢革命（2011年6月8日）
9. 滝沢歌舞伎 2012（2013年2月20日）
10. 滝沢秀明 南米縦断 4800Km DVDBOX&Blu-rayBOX（2013年6月12日）
11. TACKEY SUMMER “LOVE” CONCERT2012（2013年7月31日）[108]
12. 滝沢歌舞伎 2014（2014年7月16日）
13. 滝沢歌舞伎 10th Anniversary（2016年2月3日）
14. 滝沢歌舞伎2016（2016年9月14日）[109]
15. 滝沢歌舞伎2018（2018年11月21日）[110]

## タイアップ
| 曲名                                       | タイアップ                                                           |
| ------------------------------------------ | -------------------------------------------------------------------- |
| JOURNEY                                    | フジテレビ系ドラマ『太陽は沈まない』挿入歌                           |
| Girl Friend                                | TBS系『ガキバラ帝国2000!』エンディングテーマ                         |
| BELIEVE                                    | CM：ロッテ「爽」                                                     |
| キ・セ・キ                                 | TBS系ドラマ『太陽の季節』主題歌                                      |
| あるがまま                                 | よみうりテレビ制作・日本テレビ系アニメ『犬夜叉』イメージソング       |
| One Day,One Dream〜TAKIZAWA PART VERSION〜 | よみうりテレビ制作・日本テレビ系アニメ『犬夜叉』イメージソング       |
| 君の名を呼びたい                           | TBS系『ズバリ言うわよ!』エンディングテーマ                           |
| 愛・革命                                   | 舞台『新春 滝沢革命』テーマソング                                    |
| シャ・ラ・ラ                               | CM：宝酒造「タカラCanチューハイ 直搾り」                             |
| ヒカリひとつ                               | TBS系ドラマ『オルトロスの犬』主題歌                                  |
| あなただけに今歌うこの詩                   | フジテレビ系ドラマ『HAMU－公安警察の男－』エンディングテーマ         |
| 記憶のカケラ                               | フジテレビ系ドラマ『家族の旅路〜家族を殺された男と殺した男〜』主題歌 |

## 演出・監督・プロデュース

### MV
- 舞闘冠「Now and forever」 - 編集・プロデュース[111]
- SixTONES「JAPONICA STYLE」（2018年） - プロデュース[112]

### 映像
- NEWSライブ『NEWS WINTER PARTY DIAMOND』オープニング映像（2008年） - 監督・監修[113]
- 今井翼30周年記念ライブ『"ALA[s]30"』オープニング映像（2025年） - 演出[114]

### 舞台
- 滝沢歌舞伎ZERO（2019年） - 演出[注釈 2][115]
- DREAM BOYS（2019年） - 演出補佐[116]
- ABC座 ジャニーズ伝説2019（2019年） - 演出補佐[117]
- 少年たち To be!（2019年） - 演出補佐[118]
- 虎者 -NINJAPAN-（2019年） - 構成・演出[119]
- JOHNNYS' IsLAND（2019年 - 2020年） - 演出補佐[120]
- 虎者 NINJAPAN 2020（2020年） - 構成・演出[121]
- 滝沢歌舞伎ZERO 2021（2021年） - 演出[122]
- 少年たち 君にこの歌を（2021年） - 演出[123]
- 虎者 NINJAPAN 2021（2021年） - 構成・演出[124]
- JOHNNYS' IsLAND THE NEW WORLD（2022年） - 演出[125]
- 流星の音色（2022年） - 演出[126]
- 少年たち あの空を見上げて（2022年） - 演出[127]
- IMPACT（2025年予定） - 構成・演出[128]

### イベント
- 愛知国際アリーナ（IGアリーナ）開業式典（2025年予定） - 演出[80]

### 映画
- 滝沢歌舞伎 ZERO 2020 The Movie（2020年） - 監督[129]

## 出演

### テレビドラマ
- 木曜の怪談（1995年 - 1997年、フジテレビ） - 主演・赤星のぼる 役[130]
  - 怪奇倶楽部（1995年10月19日 - 1996年9月12日）
  - 怪奇倶楽部　学校の七不思議編（1996年10月17日 - 11月28日）
- 誰かが誰かに恋してる（1996年3月29日、TBS）[131] - ハンドルネームが「おやじ」の小学生 役
- ザ・シェフ「第9話」（1996年12月16日、日本テレビ）[130] - ゲスト出演
- 新・木曜の怪談「タイムキーパーズ」（1997年1月9日 - 2月27日、3月28日 - 4月2日、フジテレビ） - 主演・里中廉太郎 役[132]
- ニュースの女（1998年1月7日 - 3月18日、フジテレビ、水曜劇場） - 北原龍 役[101]
- 24時間テレビ 「愛は地球を救う」（日本テレビ）
  - 心の扉（1998年8月22日） - 主演・馳裕 役[101]
  - 父の海、僕の空（2004年8月21日）[133] - 主演・早川京平 役
  - 君がくれた夏 〜がんばれば、幸せになれるよ〜（2007年8月18日） - 主演・木崎真人 役[134]
- 熱血恋愛道（1999年1月10日 - 5月2日、日本テレビ）[135] - ブラッディー滝沢 役（ドラマの案内人）
- 魔女の条件（1999年4月8日 - 6月17日、TBS） - 主演・黒沢光 役[135] - 松嶋菜々子とダブル主演[136]
- 大河ドラマ（NHK総合）
  - 元禄繚乱（1999年4月18日 - 12月12日） - 吉良義周 役[135]
  - 義経（2005年1月9日 - 12月11日） - 主演・源義経 役[137]
- っポイ!（1999年5月9日 - 6月27日、日本テレビ）[135] - ドラマのナビゲーター
- 新・俺たちの旅 Ver.1999 第9話（1999年9月4日、日本テレビ） - 通りがかりのナンパ男 役 ※スーパー・エキストラ出演[135]
- 太陽は沈まない（2000年4月13日 - 6月22日、フジテレビ） - 主演・真崎直 役[138]
- ストロベリー・オンザ・ショートケーキ（2001年1月12日 - 3月16日、TBS） - 主演・入江まなと 役[139]
- SPEED STAR（2001年4月14日、日本テレビ）[36] - 主演・御影翔 役
- アンティーク 〜西洋骨董洋菓子店〜（2001年10月8日 - 12月17日、フジテレビ） - 主演・神田エイジ 役[139]
- 太陽の季節（2002年7月7日 - 9月15日、TBS） - 主演・津川竜哉 役[140]
- 僕だけのマドンナ（2003年7月7日 - 9月15日、フジテレビ） - 主演・鈴木恭一 役[141]
- 里見八犬伝（2006年1月2日・3日、TBS） - 主演・犬塚信乃 役[142]
- 夢二夜 シェイクスピア ドラマスペシャル 第二夜「ロミオとジュリエット〜すれちがい〜」（2007年4月7日、日本テレビ） - 主演・森田広道 役[143]
- 雪之丞変化（2008年1月3日、NHK総合、正月時代劇） - 主演・中村雪之丞 / 闇太郎 役（一人二役）[144]
- 告知せず（2008年11月15日、テレビ朝日、テレビ朝日開局50周年記念番組・平成20年度文化庁芸術祭） - 主演・長谷川涼 役[145]
- オルトロスの犬（2009年7月24日 - 9月25日、TBS） - 主演・竜崎臣司 役[146]
- 金曜プレステージ特別企画 悪党（2012年11月30日、フジテレビ） - 主演・佐伯修一 役
- 真夜中のパン屋さん（2013年4月28日 - 6月16日、NHK BSP） - 主演・暮林陽介 役
- 鼠、江戸を疾る（2014年1月9日 - 3月20日、NHK総合） - 主演・次郎吉 役[147]
  - 鼠、江戸を疾る2（2016年4月 - 、NHK） - 主演・次郎吉 役[148]
- HAMU－公安警察の男－（2014年1月10日、フジテレビ） - 主演・夏原信司 役[149]
- せいせいするほど、愛してる（2016年7月12日 - 9月20日、TBS） - 三好海里 役[150]
- 家族の旅路 家族を殺された男と殺した男（2018年2月3日 - 3月24日、東海テレビ・フジテレビ系） - 主演・浅利祐介 役[151]
- ぬけまいる〜女三人伊勢参り 第3話（2018年11月17日、NHK総合） - 清水の長五郎 役[152]
- 孤高のメス（2019年1月13日 - 3月3日、WOWOW） - 主演・当麻鉄彦 役[153]

### 映画
- マイ・フレンド・フォーエバー（1995年、日本語吹き替え） - エリック役
- 川の流れのように（2000年）[19] - 浜本明役
- こどもつかい（2017年） - 主演・こどもつかい 役[47][154]

### テレビアニメ
- 犬夜叉 第147話 - 第148話（2004年4月19日、よみうりテレビ・日本テレビ系） - シャコ役

### 舞台
- ジャニーズファンタジー「KYO TO KYO」オールジャニーズJr.公演（1997年8月29日・9月7日・9月21日・9月23日・9月28日・10月25日・10月26日、シアター1200）[132]
- MASK（1998年12月6日 - 26日、大阪松竹座） - 大阪松竹座で最年少座長を務めたミュージカル。[101]
- DREAM BOY
  - DREAM BOY（2004年1月8日 - 31日、帝国劇場）[155]
本人が最年少座長を務めたミュージカル。5月には梅田コマ劇場で「KAT-TUN&関ジャニ∞編」（4月30日 - 5月7日〔全14回〕）、「滝沢秀明編」（5月8日 - 23日〔全22回〕）が再演された[156]。
  - DREAM BOY "タッキー編"（2004年5月8日 - 23日、梅田コマ劇場）[137]
- 滝沢演舞城・滝沢歌舞伎
  - 滝沢演舞城（2006年3月7日 - 4月25日〔全74回〕、新橋演舞場）
新橋演舞場での男性史上最年少座長。[29][157]
  - 滝沢演舞城 2007（2007年7月3日 - 29日、新橋演舞場）[158]
  - 滝沢演舞城 '08 命(LOVE)（2008年4月2日 - 27日〔全38回〕、新橋演舞場）[145]
  - 滝沢演舞城'09 タッキー&Lucky LOVE （2009年3月29日 - 4月26日〔全44回〕、新橋演舞場）[146]
  - 滝沢歌舞伎 -TAKIZAWA KABUKI-（2010年4月4日 - 5月8日〔全52回〕、日生劇場）
主演に加え、初めて舞台の演出を手がける[35]。
  - 滝沢歌舞伎（2011年4月8日 - 5月8日〔全39回〕、日生劇場）
  - 滝沢歌舞伎 2012（2012年4月8日 - 5月6日〔全40回〕、日生劇場）
  - 滝沢演舞城 2013（2013年4月7日 - 5月12日〔全47回〕、新橋演舞場）
  - 滝沢歌舞伎 2014（2014年3月6日 - 30日〔全35回〕、博多座 / 4月7日 - 5月6日〔全42回〕、新橋演舞場）[29]
  - 滝沢歌舞伎 10th Anniversary（2015年4月8日 - 5月17日〔全52回〕、新橋演舞場 / 8月18日 - 23日〔全8回〕、シンガポール・マリーナ・ベイ・サンズグランドシアター）[46]
  - 滝沢歌舞伎 2016（2016年4月10日 - 5月15日〔全49回〕、新橋演舞場）
  - 滝沢歌舞伎 2017（2017年4月6日 - 5月14日〔全53回〕、新橋演舞場）
  - 滝沢歌舞伎 2018（2018年4月5日 - 5月13日〔全52回〕、新橋演舞場 / 6月4日 - 30日〔全38回〕、御園座）
- One! -the history of Tackey-（2006年9月5日 - 28日、日生劇場）[104]
本人の生い立ちを描いた自伝的ミュージカル。[16]
- 新春 滝沢革命
  - 新春 滝沢革命（2009年1月1日 - 27日〔全41回＋特別公演〕、帝国劇場）[146]
  - 新春 人生革命〔全19回〕 / 新春 滝沢革命〔全31回〕 （2010年1月1日 - 28日、1月30日 - 2月6日、帝国劇場）
  - 新春 滝沢革命（2011年1月1日 - 27日〔全38回〕、帝国劇場）
  - 新春 滝沢革命（2012年1月1日 - 29日、帝国劇場）
- ジャニーズ・ワールド 正月はタッキーと共に（2013年1月1日 - 6日〔全10回〕、帝国劇場）[159]

### コンサート
- 夏だ！祭りだ！こどもカーニバル ジャニーズJr.ミニライブ（1995年7月27日、新高輪プリンスホテル 飛天の間）[130]
- ジャニーズJr.1stコンサート（1998年2月1日 - 2月15日、名古屋センチュリーホール・横浜アリーナ・大阪城ホール）[101]
- Johnny's Summer Concert（1998年7月29日 - 8月31日、横浜アリーナ・大阪城ホール・名古屋レインボーホール）[101]
- Johnny's Winter Concert（1998年12月27日 - 1999年1月6日、横浜アリーナ・大阪城ホール）[101]
- ジャニーズJr.特急〈10・9〉投球〈10・9〉コンサート 10月9日東京ドームに大集合!!（1999年10月9日、東京ドーム）[135]
- ジャニーズJr. Spring Concert 2000（2000年4月3日 - 5月7日、横浜アリーナ・大阪城ホール・名古屋レインボーホール）[138]
- ジャニーズJr. 〈東・阪・名〉3大ドームコンサート（2000年9月3日 - 10月15日、東京ドーム・大阪ドーム・ナゴヤドーム）[138]
- J Rock Dream MATCHY '09（2009年2月14日、日本武道館）[146] - ゲスト出演

### ソロコンサート
- ありがとう2005年さようなら（2005年12月23日 - 25日、横浜アリーナ・大阪城ホール、2か所2日間4公演）[160]
- 滝様（タッキーサマー）CONCERT'09Youも乗っちゃいなよ〜Tackey Summer（滝様）JET（2009年6月27日・28日、横浜アリーナ / 7月14日、日本ガイシスポーツプラザガイシホール / 7月16日・17日、大阪城ホール）[161][162]
- タッキーサマーコンサート 2010 Youも来ちゃいなよ タッキーリゾート建築中 見学会（2010年7月18日、横浜アリーナ、1か所1日間1公演）
- タッキーサマーコンサート 2010 Youも来ちゃいなよ タッキーリゾート（2010年7月31日・8月1日、大阪城ホール / 8月7日・8日、日本ガイシスポーツプラザ ガイシホール / 8月14日・15日、横浜アリーナ）[163]
- TACKEY SUMMER CONCERT 2012（2012年7月26日 - 7月27日、国立代々木第一体育館 / 8月4日、札幌市民ホール / 8月12日、オリンパスホール八王子 / 8月19日、大阪城ホール / 8月22日、名古屋センチュリーホール / 8月25日、鹿児島市民文化ホール / 8月26日、佐世保市民会館 / 8月30日、沖縄コンベンション劇場）

### ディナーショー
- Tackey〜with you and me〜X'mas show 2016（2016年12月22・23日、帝国ホテル大阪 / 12月25日・26日、ANAインターコンチネンタルホテル東京）[164][165]
- Tackey X'mas Show 2017 〜 with you and me 〜（2017年12月6日、京王プラザホテル八王子 翔王 / 12月18日、ウェスティンナゴヤキャッスル 天守の間 / 12月20・21日、グランドプリンスホテル新高輪 飛天 / 12月24・25日、ホテルオークラ神戸 平安の間 / 12月29日、ヒルトン福岡シーホークアルゴス）[166][167]
- Tackey X'mas Show 2018 〜with you and me〜（2018年12月5・6日、京王プラザホテル八王子 翔王 / 12月17日、ホテルナゴヤキャッスル 天守の間 / 12月20・21日、グランドプリンスホテル新高輪 飛天 / 12月24・25日、ホテルオークラ神戸 平安の間 / 12月26日、リーガロイヤルホテル広島 ロイヤルホール）[168]
- THANK YOU SHOW 〜epiloque〜（2018年12月28日、グランドプリンスホテル新高輪 飛天）[169][170]

### イベント
- 第80回全国高校野球選手権記念大会プレイベント（1998年8月6日、阪神甲子園球場）[101]
- 第2回メモリアルカ道山 オープニングセレモニー国歌斉唱 エキシビジョンマッチ 滝沢秀明VSアントニオ猪木[138]
- 成田山節分会「特別追儺豆まき式」（2005年2月3日、成田山新勝寺） - 特別年男として参加[160]
- ファン感謝DAY 2009 ジャニーズ選抜大運動会（2009年12月13日、東京ドーム）[146]
- 2011 神宮外苑花火大会（2011年8月6日、東京・国立競技場）[171]
- 2012 神宮外苑花火大会（2012年8月10日、東京・国立競技場）[172][173]
- 2013 神宮外苑花火大会（2013年8月17日、東京・国立競技場）[174]
- J Series Festival（2014年11月15日、サイアム・パワライ・ロイアル・グランドシアター）[175]

### ラジオ
- ジャニーズJr. アフタースクール（ニッポン放送）
  - ジャニーズJr.アフタースクール女子高生サイコー裁判SHOW!（1996年9月16日 - 1997年4月4日）[131]
  - ジャニーズJr. DOKIDOKIアフタースクール（1997年4月12日 - 10月4日）[132]
  - ジャニーズJr. アフタースクール恋の青春花吹雪（1997年10月6日 - 1998年3月27日）[132]
  - ジャニーズJr. DOKI2アフタースクール（1998年4月6日 - 2002年3月29日）[101]
- オールナイトニッポン（ニッポン放送）
  - 滝沢秀明のオールナイトニッポンスーパー（2000年4月17日）[138]
  - 滝沢秀明のオールナイトニッポン（2007年4月20日[176]・8月24日・10月19日）
- 南海キャンディーズ 山里亮太のヤンピース フライデースペシャル（山里亮太の天敵、準レギュラー）
- タッキーの滝沢電波城（2007年10月6日[177] - 2018年12月29日[178]、ニッポン放送）[179]

### バラエティ
- アイドルオンステージ（1995年 - 1997年3月30日、NHK-BS2）[130]
- はなきんデータH（1995年7月21日 - 9月15日、テレビ朝日）[130]
- ジュニアゴールド（1996年7月28日・8月15日、TBS）[131]
- 愛LOVEジュニア（1996年9月8日 - 1998年9月28日、テレビ東京）[131]
- ミュージックジャンプ（1997年4月 - 2000年3月26日、NHK-BS2）[132]
- SHOW-NEN J（1998年4月2日 - 10月1日、テレビ朝日）[101]
- Gyu!と抱きしめたい!（1998年4月5日 - 9月27日、日本テレビ）[101]
- 8時だJ（1998年4月15日 - 1999年9月22日、テレビ朝日） - MC[21][154]
- BOYS BE… Jr.（1998年10月4日- 12月27日、日本テレビ）[101]
- 愛ラブB.I.G.（1998年10月5日[180] - 1999年3月29日、テレビ東京）[101]
- やったるJ（1999年10月20日 - 2000年3月8日、テレビ朝日）[101]
- 21世紀プロジェクト 年越し38時間生放送"越える！テレビ？～今世紀最大のイリュージョン～（1999年12月30日 - 2000年1月1日、TBS）[135]
- ガキバラ!（2000年4月15日 - 2001年3月10日、TBS）[138]
- music-enta（2000年4月19日 - 2001年3月14日、テレビ朝日）[138]
- USO!?ジャパン（2001年4月14日 - 2003年9月13日、TBS）[139]
- 黄金筋肉（2003年10月15日 - 2004年6月29日、TBS）[181]
- ズバリ言うわよ!（2004年8月10日 - 2008年3月11日、TBS）[137]
- 第55回NHK紅白歌合戦（2004年12月31日、NHK総合・ラジオ第1） - 審査員
- 大御所ジャパン!（2008年4月15日 - 8月19日、TBS）[145]
- ボクらの時代（2009年12月20日、フジテレビ）[146]
- 先端科学ミステリー カイドク（2012年2月4日、日本テレビ） - ナビゲーター[182]
- J's Journey 滝沢秀明 南米縦断 4800km（2013年1月7日 - 3月25日、日本テレビ）[183]
- 有吉ゼミ（2016年 - 2019年、日本テレビ）「ヒロミ、家をイジる。」に助手として不定期出演。[87]

### 配信
- 滝CHANnel（2010年8月6日 - 、毎週金曜更新） [184]

### CM
- ドリームキャスト - 湯川英一と共演。
- ファイナルファンタジーX
- 富士フイルム「チェキ・写ルンですスーパースリムエース」
- ロッテ
  - ｢amu｣
  - 「爽」
  - 「コアラのマーチ」
  - 「クランキー」
- 全国牛乳普及協会「やっぱ牛乳でしょ」（1999年10月 - ）[185]
- 資生堂「マシェリ」（2001年3月 - ）[186]
- NTTドコモ（旧NTTパーソナル時代を含む）
  - 「ドッチーモ」
  - 「PHS(パルディオ)」
- サッポロ「玉露入りお茶」
- 大塚製薬 オロナミンCドリンク
- オリンパス（デジタルカメラ）
- AMO「コンプリート10min」（2005年7月 - ）[187]
- 明治製菓（現明治）
  - 「アミノコラーゲン」（2006年 - ）[188]
  - 「テオブロココア」
- 日清食品
  - 「レンジSpa王 カルボナーラグラタン風」（2008年4月 - ）[189]
  - 「日清Chin」
  - 「日清GoFan」
- 第一生命 第一でナイトシリーズ【3代目ナイト】（2008年9月 - ）[190]
- 宝酒造「直搾り」（2009年3月 - ）[191]
- カイゲンファーマ「改源錠」（2012年9月 - ）[192]
- THEグローバル社「グローバルーン」（2013年4月 - ）[193]
- KFCコーポレーション「ケンタッキー・フライド・チキン」（2016年）[194]
- ホーユー「メンズビゲン ワンタッチカラー」（2017年2月 - ）[195]
- LINE「新春LINEおみくじ〜お年玉キャンペーン2019〜」（2018年12月31日 - 2019年1月2日）[107]

### その他
- アイバンク活動啓発用DVD「ヒ・カ・リ」（2015年）[196]

## 書籍

### 雑誌連載
- 「滝CHANneLAND」『POTATO』（2011年2月号 - 、学研）[184]
- 「俺んちおいでよ！」『ザテレビジョン』（2000年4月7日号[197] - 、KADOKAWA）
- 『Tokyo Walker』（2005年10月6日 - 2010年2月2日、角川マーケティング）[104]
- 『Top Stage』（2007年6月27日 - 2008年6月27日、東京ニュース通信社）[158]

### 写真集
- 『TACKEY TRIP 29』『TACKEY TRIP 30』（2013年3月29日、講談社）[198]